# Roy Jans
Roy Jans (Bilzen, 15 settembre 1990) è un ciclista su strada belga, professionista dal 2013 al 2017 e poi dal 2019.

## Palmarès

### Strada
- 2012 (An Post-Sean Kelly Team, una vittoria)

Kattekoers
- 2014 (Wanty-Groupe Gobert, due vittorie)

3ª tappa La Tropicale Amissa Bongo (Ndjolé > Lambaréné)
Gooikse Pijl
- 2015 (Wanty-Groupe Gobert, una vittoria)

2ª tappa Étoile de Bessèges (Nîmes > Allègre-les-Fumades)
- 2016 (Wanty-Groupe Gobert, una vittoria)

Nationale Sluitingsprijs
- 2017 (WB Veranclassic Aqua Protect, una vittoria)

Grand Prix de la ville de Pérenchies
- 2018 (Cibel-Cebon, una vittoria)

2ª tappa Circuit des Ardennes (Beauraing > Givet)
- 2019 (Corendon-Circus, una vittoria)

4ª tappa Tour of Antalya (Side > Adalia)

#### Altri successi
- 2014 (Wanty-Groupe Gobert)

Classifica a punti La Tropicale Amissa Bongo

## Piazzamenti

### Classiche monumento
- Giro delle Fiandre

2013: ritirato
2015: ritirato
2019: ritirato
- Parigi-Roubaix

2016: 90º

### Competizioni europee
- Campionati europei

Goes 2012 - In linea Under-23: 6º